# Coprophanaeus degallieri
Coprophanaeus degallieri är en skalbaggsart som beskrevs av Arnaud 1997. Coprophanaeus degallieri ingår i släktet Coprophanaeus och familjen bladhorningar. Inga underarter finns listade i Catalogue of Life.